# Station Lesseux-Frapelle
Station Lesseux-Frapelle is een spoorwegstation in de Franse gemeente Lusse.